# Hans Häckermann

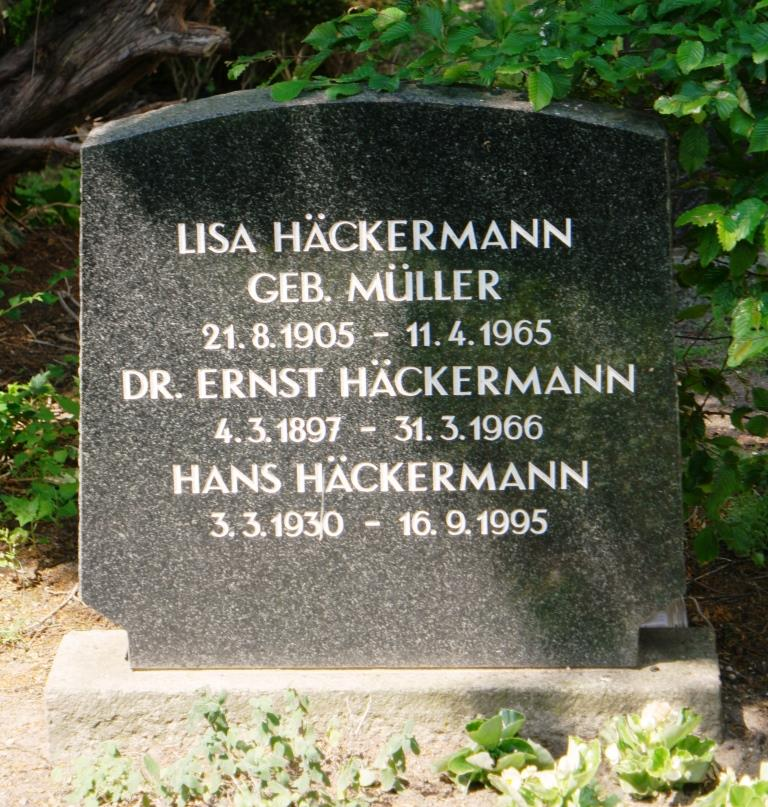
Grab von Hans Häckermann

Hans Häckermann (* 3. März 1930 in Pirna; † 16. September 1995 in Ritzerau) war ein deutscher Schauspieler und Intendant.

## Biografie
Hans Häckermann absolvierte seine Schauspielausbildung bei Claus Clausen in Freiburg und gab 1951 sein Bühnendebüt in Lübeck, wo er auch sein erstes Engagement erhielt und bis 1954 als Schauspieler und Regie-Assistent tätig war. Weitere Bühnenstationen waren Bremerhaven (1954–58), Kassel (1958–63), das Schauspielhaus Bochum (1963–69), das Deutsche Schauspielhaus Hamburg (1969–72; unter den Regisseuren Fritz Kortner und Leonard Steckel) und Karlsruhe (1972/73).
Danach nahm er für zwei Jahre eine Anstellung als Oberspielleiter an den Städtischen Bühnen Osnabrück an, bevor er an das Schleswig-Holsteinische Landestheater in Schleswig wechselte, an dem er von 1975 an für zehn Jahre als Schauspieler, Schauspieldirektor und stellvertretender Generalintendant tätig war. 1985 verließ er Schleswig, um bis 1993 als Generalintendant das Oldenburgische Staatstheater zu leiten. In dieser Zeit arbeitete er nicht nur als Schauspieler und Regisseur, sondern begründete auch die Oldenburger Internationalen Balletttage.
Daneben war Häckermann umfangreich als Fernsehschauspieler tätig und spielte in 171 Produktionen unter Regisseuren wie Dieter Wedel (Einmal im Leben – Geschichte eines Eigenheims, Ein Abend mit Labiche, Der große Bellheim) und Eberhard Itzenplitz (Die Dubrow-Krise), in Literaturverfilmungen wie Christine Brückners Jauche und Levkojen sowie als Gastdarsteller in zahlreichen Fernsehserien wie Derrick, St. Pauli Landungsbrücken, Der Alte, Sonderdezernat K1, Ein Fall für zwei, Jakob und Adele, Der Landarzt, Diese Drombuschs und Die Insel.
Für Radio Bremen war Häckermann zudem 1973 als Tatort-Kommissar Böck in der Folge Ein ganz gewöhnlicher Mord tätig und als Kommissar Beck für die Folge Slalom 1981 vom NDR im Einsatz. Daneben hatte er als Kommissar Böck drei Gastauftritte – 1973 neben Gustl Bayrhammer in Tote brauchen keine Wohnung und neben Walter Richter in Platzverweis für Trimmel, sowie 1974 neben Hansjörg Felmy in Der Mann aus Zimmer 22. Seinen letzten Auftritt als Schauspieler hatte er in Dieter Wedels mehrteiligen Fernsehthriller Der Schattenmann. Die Fernsehpremiere erlebte er nicht mehr.
Nach langer Krankheit starb Häckermann 1995 im Alter von 65 Jahren. Beigesetzt wurde er im Familiengrab auf dem Domfriedhof in Ratzeburg.

## Filmografie (Auswahl)
- 1969: Die Dubrow-Krise
- 1970: Die Delegation
- 1971: Tatort – Kressin stoppt den Nordexpress (TV-Reihe)
- 1972: Einmal im Leben – Geschichte eines Eigenheims
- 1973: Tatort – Ein ganz gewöhnlicher Mord
- 1973: Tatort – Platzverweis für Trimmel (Gastkommissar)
- 1973: Tatort – Tote brauchen keine Wohnung (Gastkommissar)
- 1973: Bauern, Bonzen und Bomben
- 1974: Tatort – Der Mann aus Zimmer 22 (Gastkommissar)
- 1974: Sonderdezernat K1 (Fernsehserie, Episode: "Friedhofsballade")
- 1975: Die Stadt im Tal
- 1975: Motiv Liebe (Fernsehserie, Episode: Elenas Lied)
- 1976: Alle Jahre wieder – Die Familie Semmeling
- 1977: Generale – Anatomie der Marneschlacht
- 1978: St. Pauli-Landungsbrücken – Wilder Majoran
- 1978–1979: Kläger und Beklagte (TV-Reihe)
- 1979: Jauche und Levkojen
- 1979: Timm Thaler (Fernsehserie, Episode: "Als blinder Passagier an Bord")
- 1980: Tatort – Streifschuß
- 1981: Tatort – Slalom
- 1981: Ein Fall für zwei (Fernsehserie, Folge 4, Episode: "Todfreunde")
- 1982: Zwei Tote im Sender und Don Carlos im PoGl
- 1982: Die Krimistunde (Fernsehserie, Folge 2, Episode: "Schmerzlose Behandlung")
- 1982: Derrick – Eine Rose im Müll
- 1982: Schwarz Rot Gold – Unser Land
- 1983: Unsere schönsten Jahre
- 1983: Der Alte – Kahlschlag
- 1984: Der Glücksritter
- 1984: Die Schwarzwaldklinik – Sterbehilfe
- 1986: Die Krimistunde (Fernsehserie, Folge 22, Episode: "Herrenabend")
- 1987: Die Insel (Fernsehserie, 6 Folgen)
- 1988: Die Schwarzwaldklinik – Christas schwerster Tag
- 1988: Die Männer vom K3 – Familienfehde
- 1989: Tatort – Armer Nanosh
- 1991: Die Männer vom K3 – Auge um Auge
- 1992: Tatort – Stoevers Fall
- 1994: Briefgeheimnis
- 1993: Der große Bellheim
- 1993: Schwarz Rot Gold – Made in Germany
- 1994: Ein Richter zum Küssen
- 1996: Der Schattenmann